# ملعب ماي دينه الوطني
ملعب ماي دنه الوطني هو ملعب متعدد الاستخدام في هانوي، فيتنام، تم افتتاحه في سبتمبر 2003. ويتسع لجلوس 40,192 متفرج. يعتبر الملعب الرئيسي لمنتخب فيتنام لكرة القدم عندما يلعب مبارياته البيتية.